# Universidad Estatal Morgan
La Universidad Estatal Morgan (en inglés Morgan State University) es una universidad para ciudadanos afroestadounidenses, y está ubicada en la ciudad de Baltimore, en el estado de Maryland, en los Estados Unidos de América. Morgan es una universidad urbana del estado de Maryland y ha sido designada como la mayor universidad histórica para los ciudadanos afroestadounidenses de Maryland. En el año 1890, la universidad, que anteriormente fue conocida como Instituto Bíblico Centenario, cambió su nombre a Facultad Morgan en honor al Reverendo Lyttleton Morgan, el primer catedrático en donar tierras a la facultad.
La Universidad Morgan es miembro del Fondo Universitario Thurgood Marshall. Aunque es una universidad pública, no es parte del Sistema Universitario de Maryland; la facultad optó por no pertenecer al sistema, y posee su propio gobierno con un Comité de Regentes. La Universidad Estatal de Morgan fue fundada en 1867 en el seminario metodista episcopal como Instituto Bíblico Centenario para educar a los jóvenes en la religión. En el momento de su muerte, Thomas Kelso, cofundador y presidente del comité de directores, legó su patrimonio a la facultad.

## Vida académica
La universidad ofrece las tres acreditaciones de educación superior (diplomatura, maestría y doctorado) en múltiples carreras: desde lengua o historia hasta ingeniería, salud pública o educación. Actualmente pertenece a la categoría de investigación R-2, según la clasificación Carnegie para universidades, es decir, ofrece titulaciones de doctorado y tiene una elevada actividad investigadora. Sin embargo, está postulándose a ser R-1, Doctoral Universities – Very high research activity, nivel en el que están las Ivy League. Actualmente, ninguna HBCU ha conseguido entrar en la categoría R-1.